# Hyporhagus gounellei
Hyporhagus gounellei es una especie de coleóptero de la familia Monommatidae.
Habita en Brasil.